# Cryptopone ochracea
Cryptopone ochracea é uma espécie de formiga do gênero Cryptopone, pertencente à subfamília Ponerinae.